# Darantasia triplagiata
Darantasia triplagiata là một loài bướm đêm thuộc phân họ Arctiinae, họ Erebidae.